# カレル・ゴダン・ド・ボーフォール
カレル・ピーテル・アントニ・ヤン・フベルトゥス・ゴダン・ド・ボーフォール（Jonkheer Carel Pieter Antoni Jan Hubertus Godin de Beaufort、1934年4月10日 - 1964年8月2日）は、オランダのヨンクヘール（平貴族、準男爵）であり、同国出身のレーシングドライバーとして知られる。
1957年から1964年にかけてフォーミュラ1（F1）に参戦し、1964年ドイツグランプリ（ニュルブルクリンク）で事故死した。

## 概要
ゴダン・ド・ボーフォールは1957年から1964年にかけてF1で31戦に参戦し、1962年オランダグランプリでは6位に入賞し、F1でポイントを獲得した初のオランダ人ドライバーとなった。
自身のレースチームである「エキュリー・マールスベルゲン」（Ecurie Maarsbergen）を設立し、オーナー兼ドライバーとしてF1やル・マン24時間レースに参戦した。ポルシェの愛好家であり、参戦したほとんどのレースをカスタマーポルシェで走り、自身の車両にはオランダのナショナルカラーであるオレンジ色の塗装を施した。
「走る貴族」（Racende jonkheer）とあだ名され、F1においては「最後の真のジェントルマンドライバー」と呼ばれることがある。異名の多い人物でもあり、他にも、その思慮深い走りから「セーフ・リトル・カレル」（Veilige Careltje）とも呼ばれ、ニュルブルクリンクについての知識の豊富さからドイツ人からは「最後の騎士」（Der letzte Ritter）と讃えられた。
F1においては、旧式の車両、重い体重というハンデはあったが（→#特筆される体重）、「セーフ・リトル・カレル」の異名の通り、完走を重ねることで数度の入賞を果たした。

## 経歴

### 生い立ち

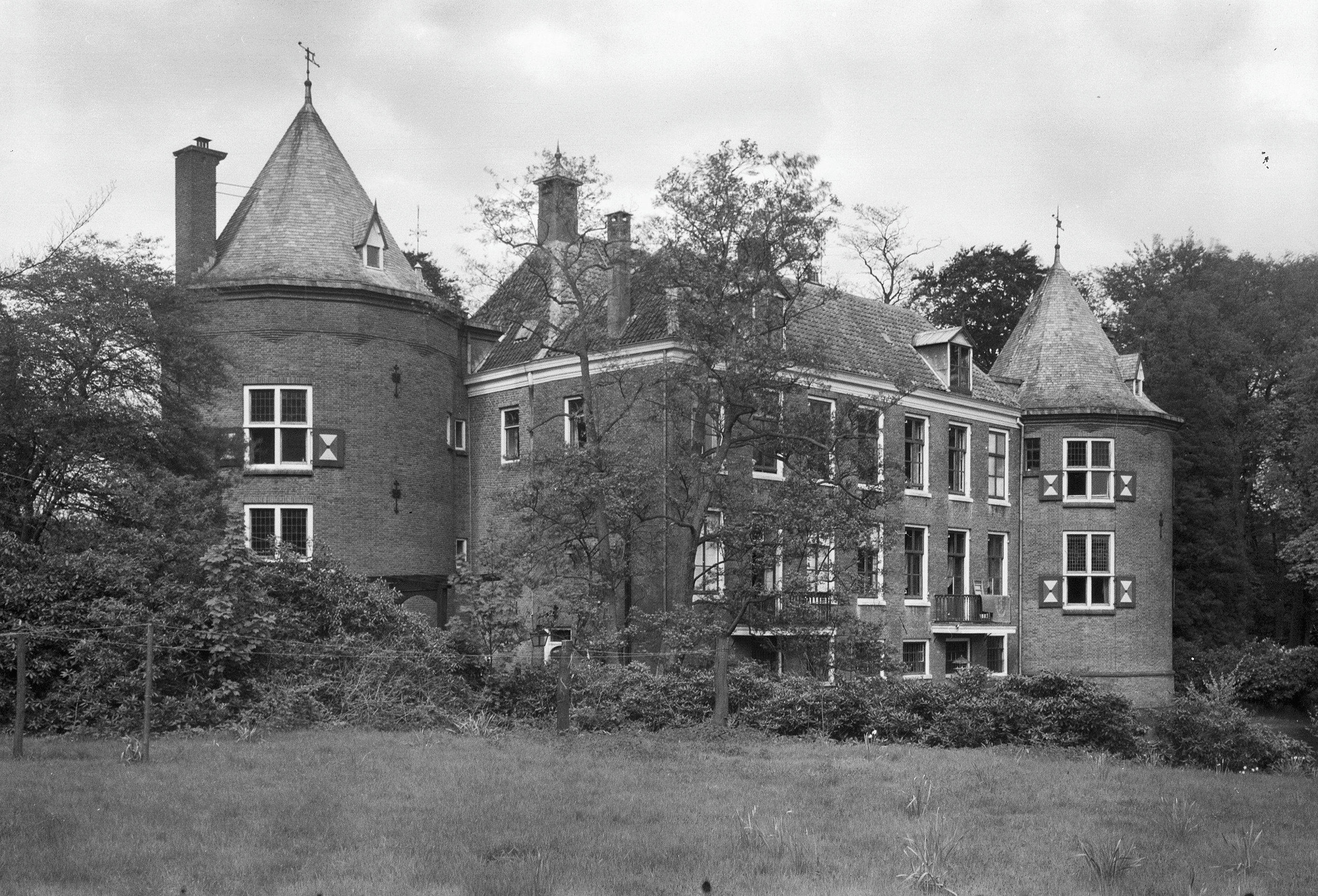
マールスベルゲン城（1962年）

1934年、オランダ中部のユトレヒトにほど近いマールスベルゲンで、貴族かつ政治家の家系に生まれる。出生時の名は国会議員で財務相だった祖父と同じ「Karel」だったが、10代の時に綴りを「Carel」に変更した。
ゴダン・ド・ボーフォール家はマールスベルゲンにマールスベルゲン城という館と約400エーカー（約160 ヘクタール、東京ドーム34個分）の地所を所有していた。ゴダン・ド・ボーフォールは5歳の頃から車を運転する父の膝の上で運転を学び、10歳頃になると父の車や第二次世界大戦後に敷地内に置き去られていたカナダ軍のジープを家の敷地内で乗り回すようになった。
父ヨハン・ヴィレムは王立陸軍騎兵隊の将校で、乗馬を好み、オランダにおいて軍人五種競技の先駆者の一人とされる人物である。10代半ばとなったゴダン・ド・ボーフォールが中等教育の過程で学校を中退したことで、父は息子にも騎兵隊に入ることを望んだ。自動車好きとなっていたゴダン・ド・ボーフォールは父の希望と妥協する形で王立陸軍の戦車連隊に入り、同隊でセンチュリオンに乗ることになる。
その後、オランダ初のポルシェディーラーであるマチュー・ヘーゼマンズと知り合ったことでレースの世界を知り、1950年に父が亡くなり遺産を相続し、制止する者もいなくなったことで、レーシングドライバーを目指すことを決意する。
そして、1955年に最初のポルシェ（356 1500スーパー）を購入し、同年に開催されたチューリップラリーで自動車レースに初めて挑んだ。

### スポーツカーレース（1956年 - 1963年）
自動車レースの入口はラリーだったが、ゴダン・ド・ボーフォールの望みはサーキットレースで競うことだった。初レースの翌年（1956年）、ゴダン・ド・ボーフォールはヘーゼマンズによって当時のポルシェチームの責任者であるフリッツ・フシュケ・フォン・ハンシュタインに紹介され、その望みを叶えていくことになる。
ハンシュタインに紹介されてから1年も経たない内に、ゴダン・ド・ボーフォールは1957年のル・マン24時間レースでポルシェ車両を駆ってクラス優勝を果たした。以降はル・マンやニュルブルクリンク1000㎞レースなどのスポーツカー耐久レースにポルシェを駆って参戦し、1959年にはスパグランプリ、インスブルックレースで優勝し、セブリング12時間レースではハンシュタインと組んで参戦してクラス優勝するという結果を残した。実績を積み上げたことにより、1962年と1963年のル・マン24時間レースではポルシェのワークスチームの1台でステアリングを任されるまでとなった。

### F1（1957年 - 1963年）
F1には1957年から年に1、2戦スポット参戦し、参戦2戦目の1958年オランダグランプリでは優勝したスターリング・モスから6周遅れで完走し、他のドライバーたちからは「動くシケイン」とみなされ、何度もオーバーテイクを仕掛ける羽目になったモスからは「血まみれの愚かさ」（Bloody silly）と酷評された。
その後、中古のポルシェ・718シングルシーター（718/2）を手に入れたことで、1961年からはフル参戦を始めた。
フル参戦2年目となる1962年、開幕戦のオランダグランプリで6位入賞し、F1においてポイントを獲得した初のオランダ人となった。この年が終わる頃になると、速さはないながらも着実に完走するその走りは他のドライバーたちからも一目置かれるようになり、「セーフ・リトル・カレル」の異名で呼ばれるようになった。

## 事故死（1964年ドイツGP）
1964年シーズンは旧式の718で戦い続けるのは困難と判断し、ゴダン・ド・ボーフォールは地元オランダグランプリ（ザントフォールト）と、得意とするドイツグランプリ（ニュルブルクリンク）にのみスポット参戦することにした。
1964年8月1日、そうして参戦したドイツグランプリの練習走行において、ニュルブルクリンクのベルクヴェルクでコースアウトして車外に投げ出され、頭蓋骨、胸椎骨、大腿骨を折る重傷を負った。事故後、コブレンツの病院に運ばれ、事故翌日にはケルンの病院に移されたが、その日の夕方に死去した。30歳だった。

### 死後
葬儀はマールスベルゲンで営まれ、グラハム・ヒルをはじめとするドライバーたちが参列してその棺を担ぎ、遺体はマールスベルゲンの所有地に葬られた。
その死によってゴダン・ド・ボーフォール家は断絶し、子はなかったため、マールスベルゲン城は姉に相続された。ニュルブルクリンクでゴダン・ド・ボーフォールが乗っていたポルシェ・718には大きな損傷はなく、同車は修復された後、彼の母親によって寄贈され、後にラウマン自動車博物館（1969年設立）において所蔵されることとなった（上掲画像の車両）。
事故が起きた1964年ドイツグランプリは、ホンダF1（第1期）のデビュー戦にあたる。ゴダン・ド・ボーフォールは死の前月にザントフォールトで行われたホンダ・RA271のシェイクダウンに立ち会った人物の一人でもあり、その際にゴダン・ド・ボーフォールから色々と親切に協力を受けたため、ホンダの監督である中村良夫はデビュー戦となったレースにおけるゴダン・ド・ボーフォールの死は「痛烈な何かを語りかけてくれた」と後に述べている。
ゴダン・ド・ボーフォールはF1で通算4ポイントを獲得した。これはオランダ人ドライバーの中でF1における最多獲得ポイントとして長く残り、1994年にヨス・フェルスタッペンが上回るまで、30年以上に渡ってこの記録が破られることはなかった。

## レース戦績

### F1
| 年     | エントラント                 | シャシー              | エンジン                  | 1     | 2       | 3      | 4       | 5      | 6       | 7       | 8       | 9      | 10     | 11  | WDC  | ポイント |
| ------ | ---------------------------- | --------------------- | ------------------------- | ----- | ------- | ------ | ------- | ------ | ------- | ------- | ------- | ------ | ------ | --- | ---- | -------- |
| 1957年 | エキュリー・マールスベルゲン | ポルシェ・RS550（F2） | ポルシェ 547/3 1.5 F4     | ARG   | MON     | 500    | FRA     | GBR    | GER 14  | PES     | ITA     |        |        |     | NC   | 0        |
| 1958年 | エキュリー・マールスベルゲン | ポルシェ・RSK         | ポルシェ 547/3 1.5 F4     | ARG   | MON     | NED 11 | 500     | BEL    | FRA     | GBR     |         |        |        |     | NC   | 0        |
| 1958年 | エキュリー・マールスベルゲン | ポルシェ・550（F2）   | ポルシェ 547/3 1.5 F4     |       |         |        |         |        |         |         | GER Ret | POR    | ITA    | MOR | NC   | 0        |
| 1959年 | エキュリー・マールスベルゲン | ポルシェ・RSK         | ポルシェ 547/3 1.5 F4     | MON   | 500     | NED 10 |         |        |         |         |         |        |        |     | NC   | 0        |
| 1959年 | スクーデリア・ウゴリーニ     | マセラティ・250F      | マセラティ 250F1 2.5 L6   |       |         |        | FRA 9   | GBR    | GER     | POR     | ITA     | USA    |        |     | NC   | 0        |
| 1960年 | エキュリー・マールスベルゲン | クーパー・T51         | クライマックス FPF 1.5 L4 | ARG   | MON     | 500    | NED 8   | BEL    | FRA     | GBR     | POR     | ITA    | USA    |     | NC   | 0        |
| 1961年 | エキュリー・マールスベルゲン | ポルシェ・718/2       | ポルシェ 547/3 1.5 F4     | MON   | NED 14  | BEL 11 | FRA Ret | GBR 16 | GER 14  | ITA 7   | USA     |        |        |     | NC   | 0        |
| 1962年 | エキュリー・マールスベルゲン | ポルシェ・718/2       | ポルシェ 547/3 1.5 F4     | NED 6 | MON DNQ | BEL 7  | FRA 6   | GBR 14 | GER 13  | ITA 10  | USA Ret | RSA 11 |        |     | 16位 | 2        |
| 1963年 | エキュリー・マールスベルゲン | ポルシェ・718/2       | ポルシェ 547/3 1.5 F4     | MON   | BEL 6   | NED 9  | FRA     | GBR 10 | GER Ret | ITA DNQ | USA 6   | MEX 10 | RSA 10 |     | 14位 | 2        |
| 1964年 | エキュリー・マールスベルゲン | ポルシェ・718/2       | ポルシェ 547/3 1.5 F4     | MON   | NED Ret | BEL    | FRA     | GBR    | GER DNS | AUT     | ITA     | USA    | MEX    |     | NC   | 0        |

- 太字はポールポジション、斜字はファステストラップ。(key)

### ル・マン24時間レース
| 年     | チーム                           | コ・ドライバー         | 車両                     | クラス | 周回数 | 総合 順位 | クラス 順位 |
| ------ | -------------------------------- | ---------------------- | ------------------------ | ------ | ------ | --------- | ----------- |
| 1956年 | ヴォルフガング・ザイデル         | マチュー・ヘーゼマンズ | ポルシェ・550A/4 RS      | S1.6   | 48     | DNF       | DNF         |
| 1957年 | エド・フーガス                   | エド・フーガス         | ポルシェ・550A RS        | S1.5   | 286    | 8位       | 1位         |
| 1958年 | カレル・ゴダン・ド・ボーフォール | ヘルベルト・リンゲ     | ポルシェ・550 RS         | S1.5   | 288    | 5位       | 2位         |
| 1959年 | カレル・ゴダン・ド・ボーフォール | クリスチャン・ヘインス | ポルシェ・718 RSK        | S1.5   | 186    | DNF       | DNF         |
| 1960年 | カレル・ゴダン・ド・ボーフォール | リチャード・ストゥープ | ポルシェ・718 RS 60      | S1.6   | 180    | DNF       | DNF         |
| 1962年 | ポルシェ                         | ベン・ポン             | ポルシェ・356B アバルト  | GT 1.6 | 35     | DNF       | DNF         |
| 1963年 | ポルシェ                         | ゲルハルト・コッホ     | ポルシェ・356B 2000GS GT | GT 2.0 | 94     | DNF       | DNF         |

## 人物
いたずら好きな人物で、かつプレイボーイだったことでも知られた。

### 特筆される体重
2メートル近い身長と、118 kgとされる体重、靴のサイズは48（29 cm）という大男であり、このことからゴダン・ド・ボーフォールは「太っちょポルシェ」（Fatty Porsche）とも呼ばれた。体重は常に100 ㎏と120 ㎏の間で、F1では他のドライバーより数十㎏重く、これはどのサーキットでもラップタイムに1秒以上は影響を与えていたと考えられている。
ゴダン・ド・ボーフォールはそれほどプロ化が進んでいなかった時代のF1ドライバーではあるが、F1が始まった1950年代までさかのぼっても、体重が100 ㎏を超える他のドライバーの例は知られておらず、ゴダン・ド・ボーフォールの体重はしばしば特筆される。1960年代当時もその体重は特に予選では大きなハンデとなったことから、ゴダン・ド・ボーフォールは減量を試み、オランダの柔道家アントン・ヘーシンクの指導の下、食事療法などによる厳しい減量プログラムを始めた。しかし、減量には失敗し、一時的に85㎏まで体重を減らしたが、めまいに苦しみ元の体重に戻ってしまった。
体の大きさそのものも問題を生み、その巨体は車には収まったものの、足が大きすぎ、レーシングシューズを履いた状態ではコクピット先端につま先が入らず、耐火テープを貼った靴下だけで運転したこともあったという。

### 「死の壁」からの生還

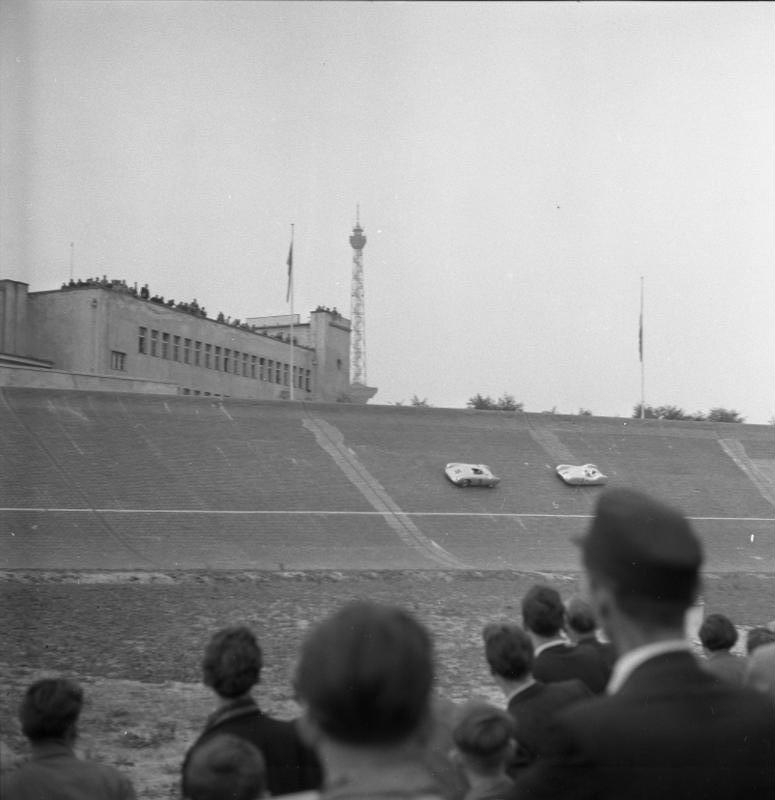
アヴスの「死の壁」（写真は1955年）

1959年ドイツグランプリの決勝前日にサポートレースとして開催されたスポーツカーレースで、アヴスの「死の壁」と呼ばれるバンクでゴダン・ド・ボーフォールの車はコントロールを失い、バンク頂上から空中に弾き出された。その瞬間、観客は最悪の事態を想像したが、車は木の枝にぶつかって落下の速度が弱まった上、タイヤから着地し、ゴダン・ド・ボーフォールは九死に一生を得た。
同日、同じスポーツカーレースでジャン・ベーラが同じバンクで車外に投げ出されて落下し、事故死した。レース後、自身の奇跡の生還について記者からコメントを求められたゴダン・ド・ボーフォールは事故現場となったバンクの下で、ベーラの事故検証がまだ行われている中で取材を受け、笑顔で写真を撮ることとなり、他のドライバーたちからの顰蹙を買った。